# Adolfo Natalini

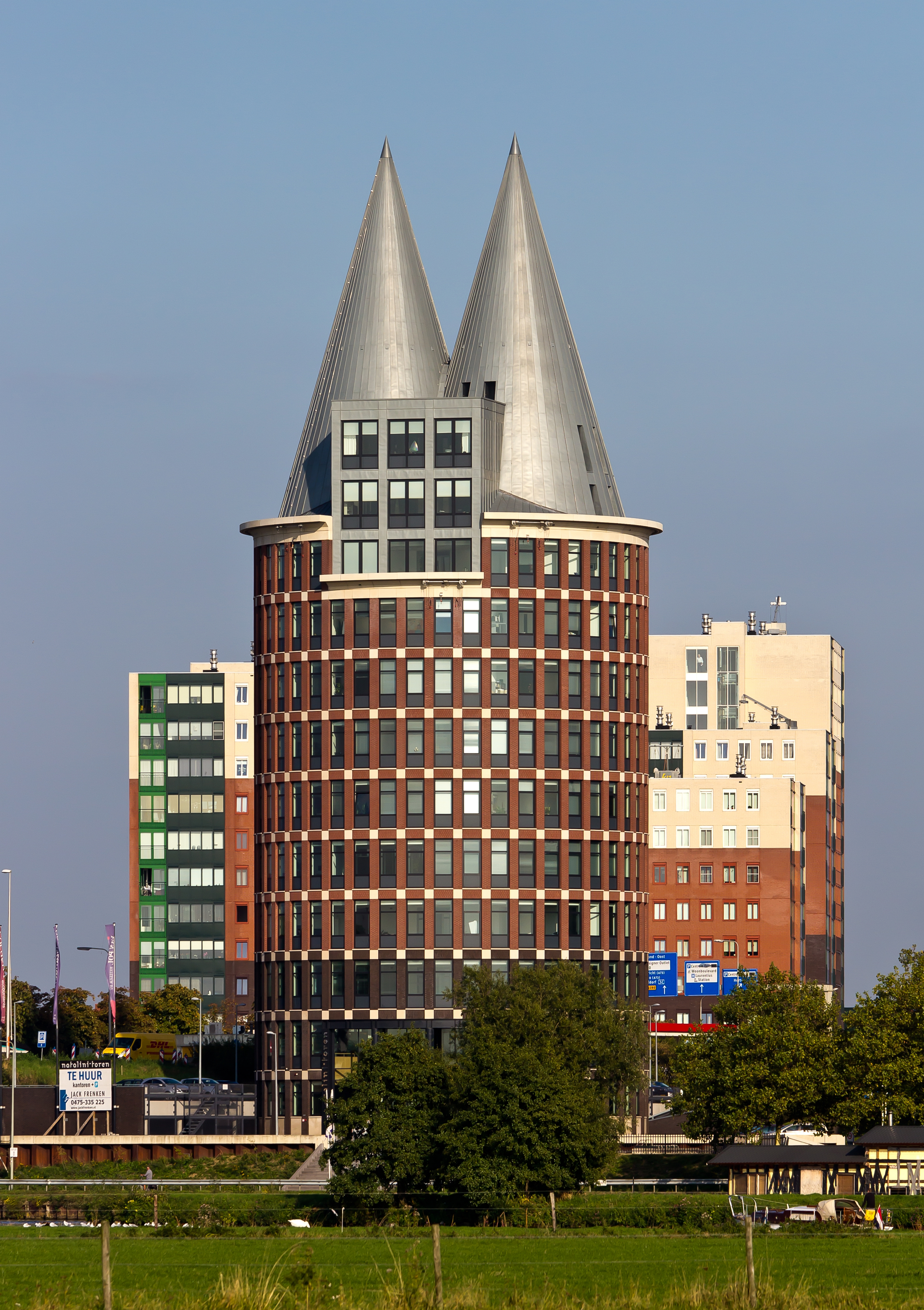
Torre Natalini in Roermond

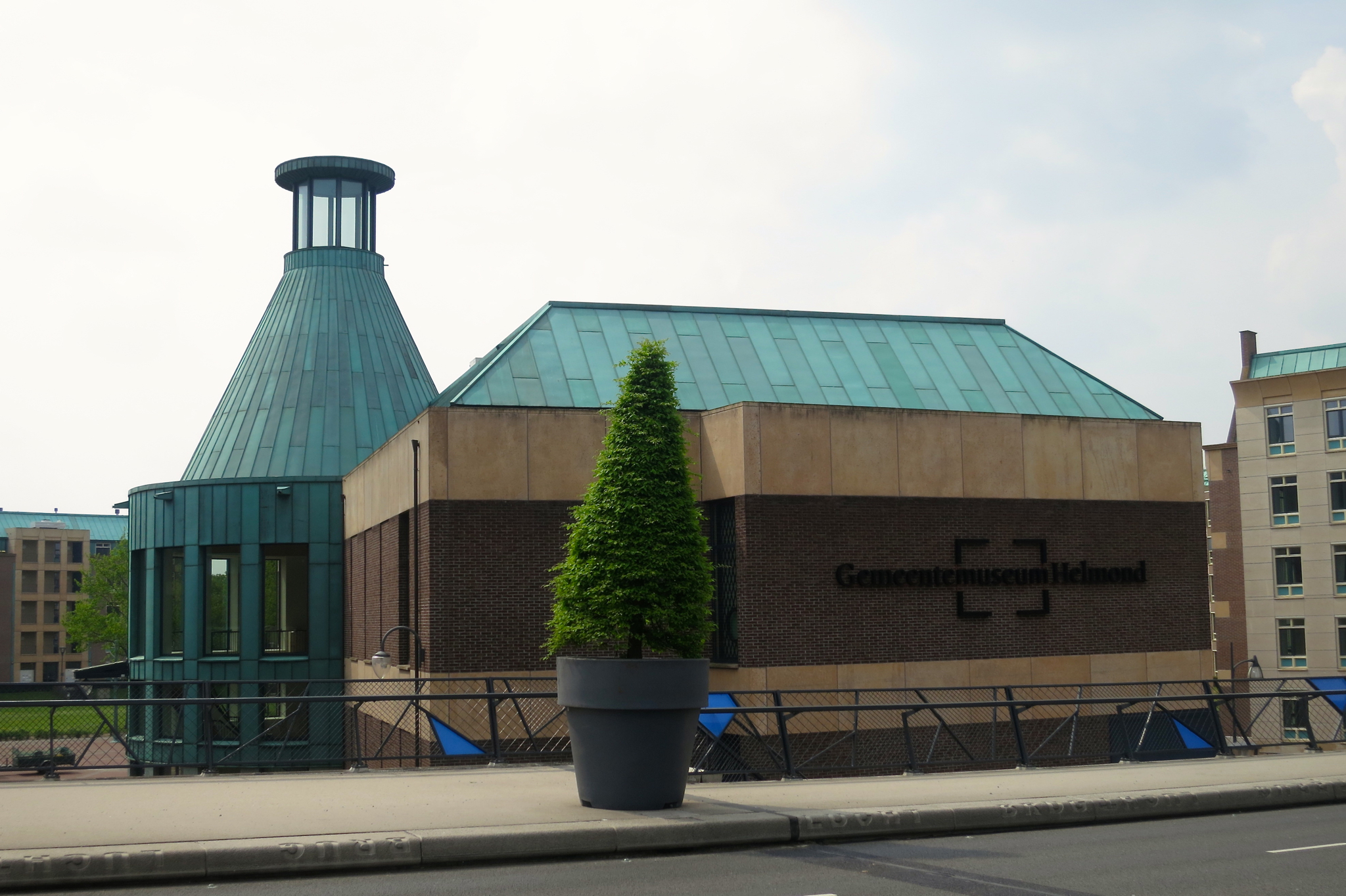
Gemeindezentrum in Helmond

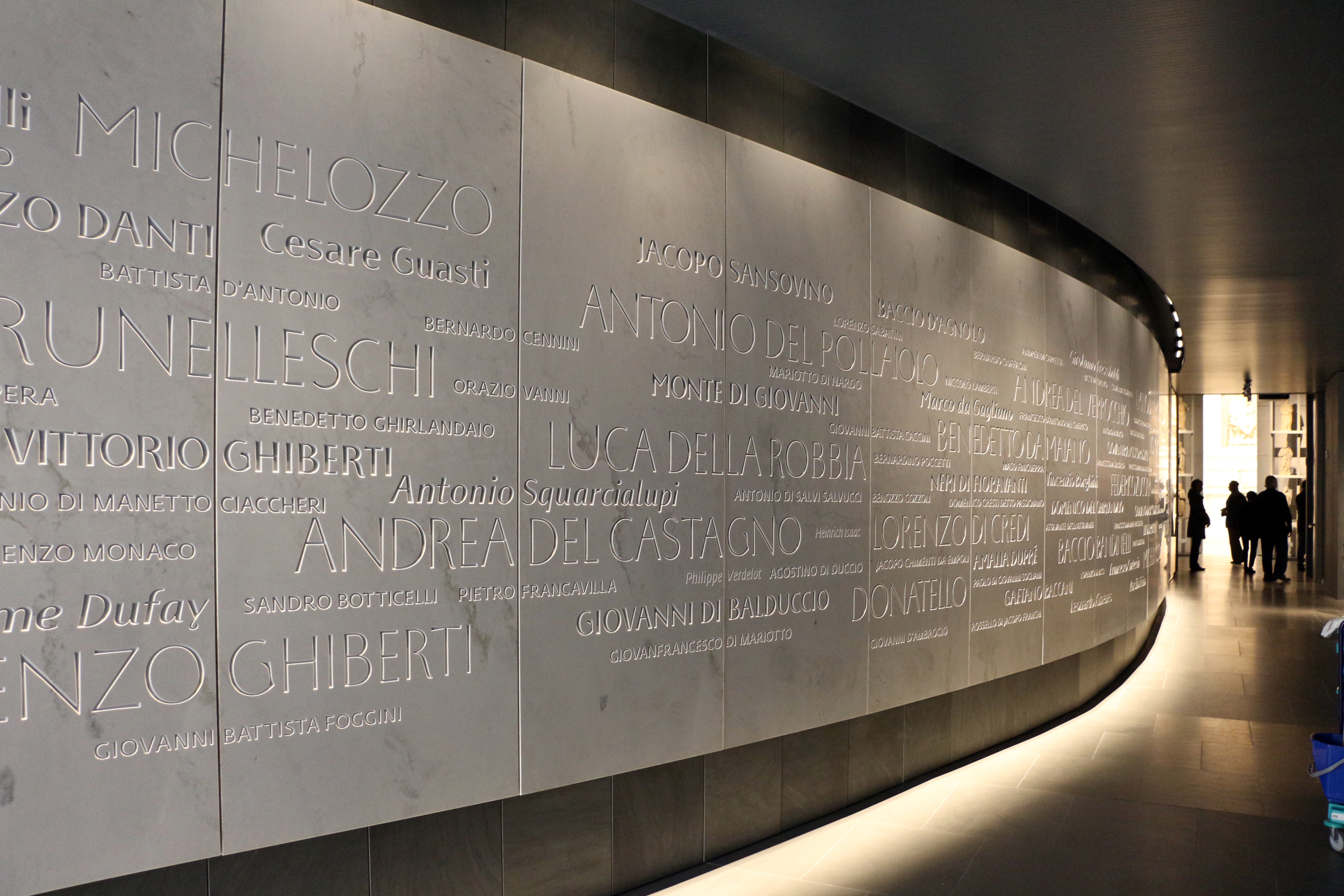
Das neue Museo dell’Opera del Duomo in Florenz

Adolfo Natalini (* 10. Mai 1941 in Pistoia; † 23. Januar 2020 in Florenz) war ein italienischer Architekt, Designer und Städtebauer.
Natalini gründete mit seinem Abschluss an der Florenzer Universität 1966 das Architekturbüro Superstudio, zusammen mit Cristiano Toraldo di Francia und später Gian Piero Frassinelli, Alessandro und Roberto Magris sowie Alessandro Poli. Mit ihren Entwürfen wurden sie zum „Epizentrum der italienischen Architektur-Avantgarde“. Die Arbeiten, Projekte, Zeichnungen, Filme und Möbel wurden unter anderem im Museum of Modern Art in New York City, im Israel Museum Jerusalem, im Deutschen Architekturmuseum in Frankfurt am Main und im Centre Pompidou in Paris ausgestellt. Ab Ende der 1970er Jahre arbeitete Natalini vermehrt an Städtebauprojekten und realisierte Projekte wie das Edificio per uffici in Alzate Brianza in der Provinz Como (1978) und das Teatro della Compagnia in Florenz (1987). 1991 gründete er zusammen mit Fabrizio Natalini das Büro Natalini Architetti. Zudem wurde er Architekturprofessor an der Universität Florenz. Eines seiner letzten Projekte war das neue Museo dell’Opera del Duomo in Florenz (2009).
Er war Mitglied des Bund Deutscher Architekten (Ehrenmitglied), des American Institute of Architects (Ehrenmitglied), Accademia delle Arti del Disegno, Accademia di Belle Arti di Carrara und der Accademia di San Luca.